# Mahmoud ou la Montée des eaux
Mahmoud ou la Montée des eaux est un roman d'Antoine Wauters composé intégralement en vers libres et publié en août 2021 aux éditions Verdier. Largement médiatisé, le livre remporte le Prix Wepler, le Prix Marguerite Duras et le Prix du Livre Inter. Également lauréat du Prix des libraires Payot et du Prix des enseignants de l'Académie de Créteil, finaliste de plus de dix prix littéraires, il est l'un des titres les plus remarqués de la rentrée 2021, figurant notamment dans la sélection des 30 meilleurs livres de l'année du journal Le Monde.

## Résumé
Mahmoud ou la Montée des eaux met en scène Mahmoud Elmachi, poète et enseignant syrien qui, muni de palmes et d'un tuba, plonge chaque jour dans le lac el-Assad à la recherche de ses souvenirs. Aux alentours, la guerre fait rage. Daech a pris le contrôle de la région, le barrage de Tabqa est fragilisé et l'on craint un déluge sans précédent. Mahmoud est un vieil homme qui a beaucoup perdu. Certains l'appellent le « vieux fou », d'autres le « vieux sage ». Son obsession, c'est de retrouver ce qu'il a perdu : son village englouti par le lac au moment où Hafez el-Assad fait construire le barrage (début des années 1970), sa première femme Leïla et leur petite fille, ainsi que sa chère Sarah, sa deuxième femme et leurs trois enfants, partis se battre contre les hommes de Bachar el-Assad. Le livre noue l'histoire de la Syrie, ses guerres et ses blessures, à l'histoire intime de Mahmoud, un homme qui a osé dire « non » au parti baas et qui a choisi la voix de l'écriture et de la non-violence.

## Récompenses
- Prix Wepler
- Prix Marguerite Duras
- Prix du Livre Inter 2022
- Prix des lecteurs de la librairie Nouvelle de Voiron
- Prix de la Librairie Nouvelle d'Orléans
- Prix des libraires Payot (Suisse)
- Prix Mezzanine (médiathèque de Brindas)
- Prix des enseignants de l'Académie de Créteil
- Finaliste : Prix Médicis, Prix Décembre, Prix littéraire du Monde, Prix du roman Fnac, Prix des Libraires de la ville de Nancy - Le Point, Prix France Culture - Télérama, Prix Pantagruel, Prix des Librairies en Seine, Prix Résistance et liberté, Prix Rossel.

## Accueil
Jean Birnbaum, qui lui consacre la Une du Monde des livres le jour de sa sortie, écrit à son sujet : "l'écrivain belge signe un somptueux roman en vers libres qui réaffirme la puissance des mots pour désigner le Mal. Tout l'art d'Antoine Wauters est de mener cette plongée sans hâte. A l'accélération de l'horreur, à la précipitation du pire, il oppose le patient monologue d'un homme dont la seule voix parvient à bricoler, au milieu du chaos, un abri pour la vie. Antoine Wauters fait de la littérature un art de la remémoration fraternelle, du ressassement libérateur. Dans Madame Figaro, Minh Tran Huy en parle comme d'un "très beau livre - un très grand livre - qui bouleverse par sa beauté et sa poésie". Et pour Marine Landrot (Télérama) : "Tout n’est qu’infimes et délicates attentions chez cet homme, comme chez Antoine Wauters, qui, tout ouïe, accueille dans ses pages les hautes âmes d’un pays insoutenablement silencié".